# Храм Преображения Господня (Кострома)
Собор Преображения Господня (Спасо-Преображенская церковь за Волгой) — православный храм в Костроме на правом берегу Волги. В 1989 году был передан старообрядцам и стал кафедральным собором Ярославско-Костромской епархии Русской православной старообрядческой церкви.

## Описание
Ранее в Спасской слободе было два деревянных храма — Преображенский и Никольский. Первое упоминание о них относится к 1628 году. Церковь Спаса-Преображения была построена в 1685—1688 годах. Изначально она была пятиглавой, двухстолпной, трехабсидной, с шатровой колокольней, а также теплым приделом во имя святых бессребреников Космы и Дамиана Асийских. Это следует из каменной закладной плиты на фасаде северной апсиды. Фасады были покрыты известковой обмазкой.
В конце XVII века церковь была расписана фресками. В XVIII веке к церкви было пристроено крыльцо, а в XIX веке фасады храма расписаны в шашечку костромской артелью художников Василия Кузьмина. Тогда же церковь и кладбище обнесли каменной оградой. В XX веке штат храма состоял из священника и псаломщика, а в приход храма входили семь селений.
Церковь была закрыта советскими властями в 1934 году и переделана под общежитие завода «Рабочий металлист». При этом были разрушены главы, верхняя часть колокольни и церковная ограда, а внутреннее пространство разделено на два этажа. В это же время были уничтожены фрески.
В 1968—1978 годах под руководством архитектора Л. С. Васильева церкви Спаса-Преображения вернули первоначальный облик, а в 1989 году храм был передан старообрядцам.